# J.K. Simmons
Jonathan Kimble "J.K." Simmons, född 9 januari 1955 i Grosse Pointe i Michigan, är en amerikansk skådespelare. Han anses vara en av de mest framstående manliga karaktärsskådespelarna i sin generation. Han har mottagit en Oscar för sin roll i Whiplash (2014) och även en nominering för sin insats i Att vara Ricardos (2021).

## Biografi

### Uppväxt
J.K. Simmons föräldrar var Patricia Kimble, administratör, och musikläraren Donald William Simmons. Han har två bröder. När Simmons var 10 år gammal flyttade familjen till Worthington, en förort till Columbus i Ohio. När han var 18 flyttade familjen igen, denna gång till Missoula i Montana där fadern fått en hög position på University of Montana. Simmons själv började på samma universitet och avlade en kandidatexamen i musik 1978. Där blev han medlem i en musikinriktad studentförening. Mellan 1977 och 1982 spelade han teater i Bigfork i Montana. Han flyttade sen till Seattle och blev medlem i Seattle Repertory Theatre där han träffade sin bästa vän Michael Smith.

### Tidig karriär
Simmons fick sin första roll i TV-filmen Popeye Doyle (1986) som en patrullerande polis. Han skulle året efter synas i den populära amerikanska TV-serien All my children. 1990 fick han sin Broadway debut i pjäsen A Change in the Heir. Han spelade sedan Kapten Krok i en uppsättning av Peter Pan (1991-1992) och hade en större biroll i Guys and Dolls (1992).

### Genombrott
Simmons fick sitt genombrott när han 1997 syntes i de två TV-serierna Oz (1997–2003) och I lagens namn (1997–2010). I den HBO-producerade Oz spelar han den nynazistiske fången Vernon Schillinger. Serien var den första i sitt slag att göra entimmesavsnitt och kom att förändra seriers standard. I I lagens namn spelade han rättspsykiatrikern Emil Skoda som också skulle dyka upp i de andra serierna i franchisen som Spanarna, Law & Order: Special Victims Unit och Law & Order: Criminal Intent.
Simmons skulle få ett än bredare genombrott när han fick rollen som chefredaktören J. Jonah Jameson i Sam Raimis Spider-Man trilogi där den första, Spider-Man, hade premiär 2002. Karaktären har också återuppstått i Marvels versioner som Spider-Man: No Way Home (2022). Han har också gjort rösten i flera animerade Spindelmannen-relaterade serier. Han blev också på grund av rollen uppmärksammad för sin röst och började efter Spider-Man (2002) bli en välanvänd röstskådespelare i film, serier och TV-spel.

### Etablerad karriär
Simmons har varit med i flertalet (nästan samtliga) av sin vän, regissören Jason Reitmans filmer, vilket började med Thank You for Smoking (2005). I Juno (2007) skulle Simmons bli hyllad för sin insats. Filmen skulle också bli framgångsrik och Oscarsnominerad i fyra kategorier. Samarbetet har sedan fortsatt med filmer som till exempel Up in the Air (2009), Labor Day (2013), Men, Women & Children (2014) och The Front Runner (2018).
2013 syntes han i Damien Chazelles kortfilm Whiplash där han spelade den krävande och kränkande bandledaren Terence Fletcher. Året efter gjordes den till en långfilm och Simmons gjorde samma roll och spelade mot Miles Teller. Simmons skulle bli unisont hyllad för rolltolkningen och gav honom en Oscar för Bästa manliga biroll. Han skulle också komma att vinna i samma kategori på både Golden Globe och BAFTA. Filmen nominerades och vann flertalet priset och var placerad på flera listor om årets bästa film.

### Vidare karriär
Simmons skulle tillsammans med Michael Keaton ha huvudrollerna i Kong: Skull Island (2015) men båda valde att hoppa av på grund av schemakrockar. Han hade rollen som Jim Gordon i den av  Zack Snyder regisserade Justice Leauge (2017) och spelade även rollen i Batgirl (2022), en film som skrotades nära inpå sin premiär. Han porträtterade skådespelaren William Frawley i Att vara Ricardos (2021) där han återigen blev Oscarsnominerad för sin insats.

## Anseende och privatliv
J.K. Simmons anses vara en av de mest framstående manliga karaktärsskådespelarna i sin generation.
Simmons gifte sig med filmregissören Michelle Schumacher 1996. Tillsammans har de dottern Olivia och sonen Joe. Båda är skådespelare och Simmons har sagt att han uppmuntrat dem till det.
Simmons är en stor supporter till fotbollslaget Detroit Tigers till den grad att han spelade deras manager i filmen For Love of the Game (1999).

## Filmografi (i urval)

### Film
| År   | Titel                                                       | Roll                         | Notering              |
| ---- | ----------------------------------------------------------- | ---------------------------- | --------------------- |
| 1986 | Popeye Doyle                                                | Patrullerande man            | TV-film               |
| 1994 | Absolut gisslan                                             | Överste Siskel               |                       |
| 1994 | The Scout                                                   | Assisterande tränare         |                       |
| 1996 | Före detta fruars klubb                                     | Federal Marshal              |                       |
| 1996 | Bakom stängda dörrar                                        | Dr. Mingus                   |                       |
| 1997 | Love Walked In                                              | Mr. Shulman                  |                       |
| 1997 | Crossing Fields                                             | Kille                        |                       |
| 1997 | Face Down                                                   | Herb Aames                   | TV-film               |
| 1997 | Schakalen                                                   | Timothy I. Witherspoon       |                       |
| 1997 | Anastasia                                                   | Olika roller                 | Röstroll              |
| 1998 | Kändisliv                                                   | Souvenir Hawker              |                       |
| 1998 | Above Freezing                                              | Hoyd                         |                       |
| 1999 | Hit and Runaway                                             | Ray Tilman                   |                       |
| 1999 | Ciderhusreglerna                                            | Ray Kendall                  |                       |
| 1999 | For Love of the Game                                        | Frank Perry                  |                       |
| 1999 | I Lost My M in Vegas                                        | Yellow                       | Röstroll, Kortfilm    |
| 2000 | Höst i New York                                             | Dr. Tom Grandy               |                       |
| 2000 | The Gift                                                    | Sheriff Pearl Johnson        |                       |
| 2001 | The Mexican                                                 | Ted Slocum                   |                       |
| 2002 | Path to War                                                 | CIA Briefer                  | TV-film               |
| 2002 | Spider-Man                                                  | J. Jonah Jameson             |                       |
| 2003 | Disposal                                                    | Old-Age Hunter               | Kortfilm              |
| 2003 | Off the Map                                                 | George                       |                       |
| 2004 | Hidalgo                                                     | William "Buffalo Bill" Cody  |                       |
| 2004 | 3: The Dale Earnhardt Story                                 | Ralph Earnhardt              | TV-film               |
| 2004 | The Ladykillers                                             | Garth Pancake                |                       |
| 2004 | Spider-Man 2                                                | J. Jonah Jameson             |                       |
| 2005 | Thank You for Smoking                                       | B.R.                         |                       |
| 2005 | Pompoko                                                     | Seizaemon                    | Röstroll              |
| 2005 | Harsh Times                                                 | Agent Richards               |                       |
| 2006 | First Snow                                                  | Vacaro                       |                       |
| 2006 | The Astronaut Farmer                                        | Jacobson                     |                       |
| 2007 | Spider-Man 3                                                | J. Jonah Jameson             |                       |
| 2007 | Bury My Heart at Wounded Knee                               | James McLaughlin             | TV-film               |
| 2007 | Postal                                                      | Candidate Welles             |                       |
| 2007 | Juno                                                        | Mac MacGuff                  |                       |
| 2007 | Utlämnad                                                    | Lee Mayer                    |                       |
| 2008 | Burn After Reading                                          | CIA Superior                 |                       |
| 2009 | The Vicious Kind                                            | Donald Sinclaire             |                       |
| 2009 | New in Town                                                 | Stu Kopenhafer               |                       |
| 2009 | The Way of War                                              | Sergeant Mitchell            |                       |
| 2009 | Red Sands                                                   | Överstelöjtnant Arson        |                       |
| 2009 | I Love You, Man                                             | Oswald Klaven                |                       |
| 2009 | Aliens in the Attic                                         | Skip                         | Röstroll              |
| 2009 | Post Grad                                                   | Roy Davies                   |                       |
| 2009 | Extract                                                     | Brian                        |                       |
| 2009 | Up in the Air                                               | Bob                          |                       |
| 2009 | Jennifer's Body                                             | Mr. Wroblewski               |                       |
| 2010 | Crazy on the Outside                                        | Ed                           |                       |
| 2010 | An Invisible Sign                                           | Mr. Jones                    |                       |
| 2010 | A Beginner's Guide to Endings                               | Farbor Pal                   |                       |
| 2010 | Megamind                                                    | Warden                       | Röstroll              |
| 2010 | Som hund och katt - Kitty Galores hämnd                     | Gruff K-9                    | Röstroll              |
| 2010 | True Grit                                                   | J. Noble Daggett             | Röstroll, okrediterad |
| 2011 | The Music Never Stopped                                     | Henry Sawyer                 |                       |
| 2011 | The Good Doctor                                             | Detective Krauss             |                       |
| 2011 | Blackstone                                                  | Detective Burke              | Kortfilm              |
| 2011 | Young Adult                                                 | Mavis publicist              | Röstroll, okrediterad |
| 2012 | The Words                                                   | Mr. Jansen                   |                       |
| 2012 | Contraband                                                  | Kapten Camp                  |                       |
| 2012 | Adventure Planet                                            | Presidenten av Capitol State | Röstroll              |
| 2013 | Jobs                                                        | Arthur Rock                  |                       |
| 2013 | Dark Skies                                                  | Edwin Pollard                |                       |
| 2013 | 3 Geezers!                                                  | J. Kimball                   |                       |
| 2013 | Labor Day                                                   | Mr. Jervis                   |                       |
| 2013 | The Heeler                                                  | Roscoe                       | Kortfilm              |
| 2013 | The Magic Bracelet                                          | Shaman                       | Kortfilm              |
| 2013 | Whiplash                                                    | Terence Fletcher             | Kortfilm              |
| 2014 | Whiplash                                                    | Terence Fletcher             |                       |
| 2014 | Barefoot                                                    | Dr. Bertleman                |                       |
| 2014 | Break Point                                                 | Jack                         |                       |
| 2014 | The Boxcar Children                                         | Dr. Moore                    | Röstroll              |
| 2014 | Murder of a Cat                                             | Sheriff Frank Hoyle          |                       |
| 2014 | The Rewrite                                                 | Dr. Hal Lerner               |                       |
| 2014 | Men, Women & Children                                       | Allisons pappa               |                       |
| 2014 | Ava & Lala                                                  | General Tiger                | Röstroll              |
| 2015 | The Jay Z Story                                             | Nas                          | Kortfilm              |
| 2015 | Avril et le monde truqué                                    | Rodrigue                     | Röstroll              |
| 2015 | Farmers Insurance: Monster Foot                             | Professor Burke              | TV-film               |
| 2015 | Terminator: Genisys                                         | O'Brien                      |                       |
| 2015 | The Meddler                                                 | "Zipper"                     |                       |
| 2015 | Worlds Apart                                                | Sebastian                    |                       |
| 2016 | Kung Fu Panda 3                                             | Kai                          | Röstroll              |
| 2016 | Zootropolis                                                 | Borgmästare Lionheart        | Röstroll              |
| 2016 | Punching Henry                                              | Jay Warren                   |                       |
| 2016 | La La Land                                                  | Bill                         |                       |
| 2016 | The Late Bloomer                                            | James Newmans                |                       |
| 2016 | The Accountant                                              | Ray King                     |                       |
| 2016 | Patriots Day                                                | Sergeant Jeffrey Pugliese    |                       |
| 2017 | Rock Dog                                                    | Khampa                       | Röstroll              |
| 2017 | All Nighter                                                 | Mr. Gallo                    |                       |
| 2017 | The Black Ghiandola                                         | Ralph Aceto                  | Kortfilm              |
| 2017 | The Bachelors                                               | Bill Palet                   |                       |
| 2017 | Renegades                                                   | Levin                        |                       |
| 2017 | I'm Not Here                                                | Steve                        |                       |
| 2017 | Snömannen                                                   | Arve Stop                    |                       |
| 2017 | Justice League                                              | James Gordon                 |                       |
| 2017 | Father Figures                                              | Roland Hunt                  |                       |
| 2018 | A Boy Called Sailboat                                       | Ernest                       |                       |
| 2018 | The Boxcar Children: Surprise Island                        | Dr. Moore                    | Röstroll              |
| 2018 | Farmers Insurance: Vengeful Vermin                          | Professor Burke              | TV-film               |
| 2018 | The Front Runner                                            | Bill Dixon                   |                       |
| 2019 | Fanboy                                                      | J.K., Frank Perry            | Kortfilm              |
| 2019 | Spider-Man: Far From Home                                   | J. Jonah Jameson             | Cameo                 |
| 2019 | 3 Days with Dad                                             | Joey                         |                       |
| 2019 | Klaus                                                       | Klaus                        | Röstroll              |
| 2019 | 21 Bridges                                                  | Captain Matt McKenna         |                       |
| 2020 | Palm Springs                                                | Roy Schlieffen               |                       |
| 2021 | The Tomorrow War                                            | James Forester               |                       |
| 2021 | Ride the Eagle                                              | Carl                         |                       |
| 2021 | Venom: Let There Be Carnage                                 | J. Jonah Jameson             | Cameo                 |
| 2021 | Seal Team                                                   | Claggart                     | Röstroll              |
| 2021 | Ghostbusters: Afterlife                                     | Ivo Shandor                  | Cameo                 |
| 2021 | Att vara Ricardos                                           | William Frawley              |                       |
| 2021 | National Champions                                          | Coach James Lazor            |                       |
| 2021 | Spider-Man: No Way Home                                     | J. Jonah Jameson             |                       |
| 2022 | Morbius                                                     | J. Jonah Jameson             | Cameo, bortklippt     |
| 2022 | Marmaduke                                                   | Zeus                         | Röstroll              |
| 2022 | Piff och Puff – Räddningspatrullen                          | Kapten Putty                 | Röstroll              |
| 2022 | Glorious                                                    | Ghatanothoa                  | Röstroll              |
| 2023 | Little Brother                                              | Warren Duffy                 |                       |
| 2023 | One Day as a Lion                                           | Walter Boggs                 |                       |
| 2023 | Rallygänget – De snabba & de tuffa                          | Gnash                        | Röstroll              |
| 2023 | Spider-Man: Across the Spider-Verse                         | J. Jonah Jameson             |                       |
| 2023 | The Venture Bros.: Radiant Is the Blood of the Baboon Heart | Ben                          | Röstroll              |
| 2024 | You Can't Run Forever                                       | Wade                         |                       |
| 2024 | The Union                                                   | Tom Brennan                  |                       |
| 2024 | Red One                                                     | Tomten                       | Kommande              |
| 2024 | Saturday Night                                              | Milton Berle                 |                       |
| 2024 | Juror No. 2                                                 | Harold                       |                       |

### TV
| År            | Titel                                      | Roll                           | Notering                                                              |
| ------------- | ------------------------------------------ | ------------------------------ | --------------------------------------------------------------------- |
| 1987          | All My Children                            | RCMP Sergeant                  | 1 avsnitt                                                             |
| 1994          | I lagens namn                              | Jerry Luppin                   | Avsnitt: "Sanctuary"                                                  |
| 1995          | New York News                              | Skådespelare                   | Avsnitt: "Welcome Back Cotter"                                        |
| 1995          | The Adventures of Pete & Pete              | Barber Dan                     | Avsnitt: "Saturday"                                                   |
| 1996          | Uppdrag: mord                              | Överste Alexander Rausch       | Avsnitt: "For God and Country"                                        |
| 1996          | Swift Justice                              | Mel Turman                     | Avsnitt: "Stones"                                                     |
| 1996          | Spanarna                                   | Sergeant Treadway              | Avsnitt: "Unis"                                                       |
| 1997          | Spin City                                  | Kevin                          | Avsnitt: "Hot in the City"                                            |
| 1997-2003     | Oz                                         | Vernon Schillinger             | 56 avsnitt                                                            |
| 1997-2010     | I lagens namn                              | Dr. Emil Skoda                 | 44 avsnitt                                                            |
| 1998          | Spanarna                                   | Dr. Emil Skoda                 | Avsnitt: "Mob Street"                                                 |
| 1998          | Remember WENN                              | Captain Amazon                 | Avsnitt: "All's Noisy on the Pittsburgh Front"                        |
| 1999          | Saturday Night Live                        | Vernon Schillinger             | Avsnitt: "Jerry Seinfeld / David Bowie"                               |
| 2000          | Tredje skiftet                             | Frank Hagonon                  | Avsnitt: "Destruction Derby"                                          |
| 2000-2001     | Law & Order: Special Victims Unit          | Dr. Emil Skoda                 | 6 avsnitt                                                             |
| 2002          | Law & Order: Criminal Intent               | Dr. Emil Skoda                 | Avsnitt: "Crazy"                                                      |
| 2003          | John Doe                                   | Lucas Doya                     | Avsnitt: "The Rising"                                                 |
| 2003          | Everwood                                   | Phil Drebbles                  | Avsnitt: "Burden of Truth"                                            |
| 2004          | Cityakuten                                 | Gus Loomer                     | Avsnitt: "Impulse Control"                                            |
| 2004          | The D.A.                                   | Joe Carter                     | 2 avsnitt                                                             |
| 2004          | Brottskod: Försvunnen                      | Mark Wilson                    | Avsnitt: "Two Families"                                               |
| 2004          | The Jury                                   | Ron Stalsukilis                | Avsnitt: "Last Rites"                                                 |
| 2004          | Nip/Tuck                                   | Ike Connors                    | Avsnitt: "Kimber Henry"                                               |
| 2004-2006     | Justice League Unlimited                   | General Wade Eiling            | Röstroll, 5 avsnitt                                                   |
| 2005          | Arrested Development                       | General Anderson               | Avsnitt: "Switch Hitter"                                              |
| 2005          | Jack & Bobby                               | Cyrus Miller                   | Avsnitt: "Running Scared"                                             |
| 2005          | Numb3rs                                    | Dr. Clarence Weaver            | Avsnitt: "Vector"                                                     |
| 2005-2012     | The Closer                                 | Will Pope                      | 109 avsnitt                                                           |
| 2006          | Vita huset                                 | Harry Ravitch                  | Avsnitt: "Duck and Cover"                                             |
| 2006-2019     | The Simpsons                               | Olika roller                   | Röstroll, 5 avsnitt                                                   |
| 2007          | Queens Supreme                             | Ernest Fingerman               | Avsnitt: "Let's Make a Deal"                                          |
| 2007          | Kim Possible                               | Martin Smarty                  | Röstroll, 3 avsnitt                                                   |
| 2007-2019     | American Dad!                              | Olika roller                   | Röstroll, 5 avsnitt                                                   |
| 2008-2014     | Phineas & Ferb                             | J.B. / Napoleon                | Röstroll, 3 avsnitt                                                   |
| 2008          | Ben 10: Alien Force                        | Magister Prior Ghilhil         | Röstroll, avsnitt: "Darkstar Rising"                                  |
| 2009-2010     | Flapjack                                   | Poseidon                       | Röstroll, 4 avsnitt                                                   |
| 2009-2010     | Party Down                                 | Leonard Stiltskin              | 2 avsnitt                                                             |
| 2010          | The Life & Times of Tim                    | O'Flaherty Sr.                 | Röstroll, avsnitt: "Stu is Good at Something"                         |
| 2010          | Batman: Den tappre och modige              | Guardian #1                    | Röstroll, avsnitt: "Revenge of the Reach!"                            |
| 2010          | Ben 10: Ultimate Alien                     | Magister Prior Ghilhil         | Röstroll, avsnitt: "Escape From Aggregor"                             |
| 2010-2013     | Generator Rex                              | White Knight                   | Röstroll, 34 avsnitt                                                  |
| 2011          | NTSF:SD:SUV::                              | Frank Forrrest                 | Avsnitt: "One Cabeza, Two Cabeza, Three Cabeza... Dead!"              |
| 2011          | Raising Hope                               | Bruce Chance                   | Avsnitt: "The Cultish Personality"                                    |
| 2011          | Desert Car Kings                           | Berättare                      | 10 avsnitt                                                            |
| 2011          | Pound Puppies                              | Lieutenant Rock                | Röstroll, avsnitt: "The K9 Kid"                                       |
| 2011-2018     | Robot Chicken                              | Olika roller                   | Röstroll, 3 avsnitt                                                   |
| 2012-2014     | Men at Work                                | P.J. Jordan                    | 5 avsnitt                                                             |
| 2012          | The Avengers: världens mäktigaste hjältar  | J. Jonah Jameson               | Röstroll, avsnitt: "Along Came a Spider"                              |
| 2012          | The Venture Bros.                          | Ben                            | Röstroll, avsnitt: " Very Venture Halloween"                          |
| 2012          | Best Friends Forever                       | Don                            | Avsnitt: "Put a Pin It"                                               |
| 2012-2014     | The Legend of Korra                        | Tenzin                         | Röstroll, 42 avsnitt                                                  |
| 2012-2015     | Ultimate Spider-Man                        | J. Jonah Jameson               | Röstroll, 39 avsnitt                                                  |
| 2013          | Lego Marvel Super Heroes: Maximum Overload | J. Jonah Jameson               | Röstroll, TV-special                                                  |
| 2013          | Parks and Recreation                       | Borgmästare Stice              | Avsnitt: " Partridge"                                                 |
| 2013          | Family Tools                               | Tony Shea                      | 10 avsnitt                                                            |
| 2013-2015     | Avengers Assemble                          | J. Jonah Jameson               | Röstroll, 4 avsnitt                                                   |
| 2013-2015     | Hulk och agenterna K.R.O.S.S.A.            | J. Jonah Jameson               | Röstroll, 10 avsnitt                                                  |
| 2014          | Growing Up Fisher                          | Mel Fisher                     | 13 avsnitt                                                            |
| 2014          | Chozen                                     | Gary Cullens                   | Röstroll, Avsnitt: "Family Weekend (or How Gary Got His Groove Back)" |
| 2014-2020     | Bojack Horseman                            | Lenny Turtletaub               | Röstroll, 13 avsnitt                                                  |
| 2015          | What Lives Inside                          | Benjamin "Pops" Delaney        | 2 avsnitt                                                             |
| 2015          | Saturday Night Live                        | Värd                           | Avsnitt: "J.K. Simmons / D'Angelo"                                    |
| 2015          | Major Lazer                                | President Whitewall            | Röstroll, 6 avsnitt                                                   |
| 2015-2016     | Gravity Falls                              | Stanford "Ford" Pines          | Röstroll, 7 avsnitt                                                   |
| 2016          | Archer                                     | Detective Bob Harris           | Röstroll, 4 avsnitt                                                   |
| 2017          | Svampbob Fyrkant                           | Conductor Maestro Mackerel     | Röstroll, Avsnitt: "Snooze You Lose"                                  |
| 2017          | SuperMansion                               | Sig själv                      | Röstroll, avsnitt: "I Don't Even Have to Use My J.K."                 |
| 2017-2019     | No Activity                                | Leo                            | 4 avsnitt                                                             |
| 2017-2019     | Counterpart                                | Howard Silk, Howard Silk Prime | 20 avsnitt                                                            |
| 2019          | Brockmire                                  | Matt "The Bat" Hardesty        | 4 avsnitt                                                             |
| 2019          | Veronica Mars                              | Clyde Pickett                  | 7 avsnitt                                                             |
| 2019-2022     | The Daily Bugle                            | J. Jonah Jameson               | 12 avsnitt                                                            |
| 2020          | Brooklyn Nine-Nine                         | Frank Dillman                  | Avsnitt: "Dillman"                                                    |
| 2020          | Defending Jacob                            | Billy Barber                   | 5 avsnitt                                                             |
| 2020          | Home Movie: The Princess Bride             | Farfar                         | Avsnitt: Chapter Two: The Shrieking Eels"                             |
| 2020          | The Stand                                  | General William Starkey        | Avsnitt: "The Stand"                                                  |
| 2021-pågående | Invincible                                 | Nolan Grayson / Omni-Man       | Röstroll, 12 avsnitt                                                  |
| 2021          | The Great North                            | Tusk Johnson                   | Röstroll, 2 avsnitt                                                   |
| 2021          | Infinity Train                             | Pig Baby                       | Röstroll, 3 avsnitt                                                   |
| 2021          | Goliath                                    | George Max                     | 8 avsnitt                                                             |
| 2022          | Night Sky                                  | Franklin York                  | 8 avsnitt                                                             |

### Teater
| År        | Titel                               | Roll                      | Teater                            |
| --------- | ----------------------------------- | ------------------------- | --------------------------------- |
| 1985      | Guys and Dolls                      | Lieutenant Brannigan      | Seattle Repertory Theatre         |
| 1986      | En kul grej hände på väg till Forum | Miles Gloriosus           | Alliance Theatre, Atlanta         |
| 1986      | Sommarnattens leende                | Count Carl-Magnus Malcolm | Studio Arena Theatre, Buffalo     |
| 1986      | Peter Pan                           | Starkey                   | Pennsylvania Center Stage         |
| 1987      | Birds of Paradise                   | Andy                      | Promenade Theatre, New York       |
| 1988      | Dandy Dick                          | Noah Topping              | Union Square Theatre, New York    |
| 1988      | Oklahoma!                           | Jud Fry                   | Minnesota Opera, Minneapolis      |
| 1989-1990 | Annie 2: Miss Hannigan's Revenge    | Olika roller              | Kennedy Center, Washington D.C.   |
| 1990      | A Change in the Heir                | Edwin                     | Edison Theatre, New York          |
| 1991-1992 | Peter Pan                           | Kapten Krok               | Minskoff Theatre, New York        |
| 1992      | Guys and Dolls                      | Benny Southstreet         | Martin Beck Theatre, New York     |
| 1992-1994 | Laughter on the 23rd Floor          | Brian                     | Richard Rodgers Theatre, New York |
| 1994      | Das Barbecü                         | Olika roller              | Minetta Lane Theatre, New York    |